# Théorie de l'apprentissage social
Plusieurs théories reçoivent la dénomination de théorie de l’apprentissage social. La plus connue d'entre elles est celle d’Albert Bandura.
La théorie de l’apprentissage social (« Social Learning Theory », abrégée SLT) d’Albert Bandura décrit comment l'enfant peut apprendre de nouveaux comportements en observant d'autres personnes : il imite les modèles de comportement qui font l’objet de récompenses et non de punitions (notion d'« observational learning »).
Cette théorie a connu de nombreuses applications dans des domaines aussi divers que la psychologie (éducation, etc.), la sociologie, la criminologie et la « planning theory » (en santé publique).

## Théorie d’Albert Bandura
La théorie de l’apprentissage social d'Albert Bandura désigne trois procédures d’acquisition qui ont leur source dans l’entourage de l’individu :
- l’apprentissage dit vicariant est celui qui résulte de l’imitation par l’observation d’un pair qui exécute le comportement à acquérir (formateur ou membre – leader – du groupe),
- la facilitation sociale désigne l’amélioration de la performance de l’individu sous l’effet de la présence d’un ou de plusieurs observateurs ce qui conduit à privilégier dans de nombreux cas les formations en groupe,
- l’anticipation cognitive est l’intégration d’une réponse par raisonnement à partir de situations similaires – ce qui conduira aux méthodes de l’éducabilité cognitive – essentiellement mise en place à l’intention des adultes.

En 1986, dans son œuvre Social Foundations of Thought and Action, pour éviter les confusions avec d'autres théories portant le même nom mais aussi et surtout, pour des raisons théoriques, Bandura décide de renommer sa théorie : théorie sociale cognitive.

## Théorie de Lev Vygotsky
Lev Vygotsky avait également travaillé sur une théorie interactionniste qui insiste sur la composante sociale. Transposé sur la démarche éducative, il considère que l’apprentissage se réalise dans un premier temps dans une activité collective soutenue par le formateur et le groupe social ; puis dans un deuxième temps lors d’une activité individuelle et elle devient alors une propriété intériorisée. Bruner y ajoute un élément supplémentaire : le rôle joué par « l’ambiance culturelle » de l’individu. Son apprentissage et la réussite de celui-ci dépendent aussi de la culture – ethos habitus, système symbolique – dans laquelle évolue l’individu.

## Théories de la planification de Friedmann
John Friedmann (en) a diffusé la théorie de l'apprentissage social dans les théories de la planification. Cette approche préconise l'apprentissage par l'expérience et la pratique de groupes impliqués dans des actions de planification de leur environnement.

## Théorie de van Schaik
Carel P. van Schaik a produit en 2011 une théorie qui se veut un prolongement anthropologique de la théorie de l'intelligence sociale. Selon cette théorie la capacité d'adaptation de l'homme et son succès en évolution viendrait de sa capacité plus grande que celle des autres primate de copier un comportement. Cette approche permet de concilier les aspects novateurs liés à l'intelligence avec ceux normatifs lié au groupe et à la tradition, ainsi que l'importance adaptative de celle-ci. On voit aussi que la notion de culture universelle peut être appliquée de manière fonctionnelle à d'autres espèces, tout comme celle de culture en fonction de la distribution de ces connaissances dans l'espèce. Les auteurs croient que les éléments de culture universelle renvoient à des structures innées. On voit se dessiner la résolution de l'opposition classique sur cette question entre Noam Chomsky et B.F. Skinner exposée par ce dernier dans Verbal Behavior. On se rappellera que B.F. Skinner est à la source même de l'idée de la théorie de l'apprentissage social.

## Criminologie
Cette théorie [évasif]est prise en compte et prolongée dans le domaine de la criminologie.